# Комсомольский (Тимашёвский район)
Комсомо́льский — посёлок в Тимашёвском районе Краснодарского края России.
Входит в состав Поселкового сельского поселения.

## Население
| 2002 | 2010 |
| ---- | ---- |
| 812  | ↘804 |

## Улицы
| - ул. Выгонная, - ул. Коммунаров, - ул. Мира, | - ул. Набережная, - ул. Октябрьская, - ул. Полярная, | - ул. Рабочая, - ул. Садовая, - ул. Спортивная. |